# スマートレンダリング
スマートレンダリングとは、動画編集ソフトウェアの変換技術の一つである。

## 概要
一般的な動画編集ソフトウェアでのレンダリングは、動画、画像、文字、図形、音楽などの要素を一つの動画のファイルとしてまとめる（変換する）ことを指すが、スマートレンダリングの場合、カット編集を行った際に、変換が必要な箇所（接合部分など）だけをレンダリングし、そのほかは元の映像のまま扱うことで、変換速度の向上を目指したものである。故に、元の動画ファイルと同じビットレート、同じ形式でなければならない。また、多くはMPEG4、MPEG2での対応となる。（ソフトウェアによって対応できる形式が異なる）

## 主な対応ソフトウェア
- Adobe Premiere Pro
- Corel VideoStudio（ver11でMPEGオプティマイザを搭載した。[1]）
- CyberLink PowerDirector（SVRTとして搭載）
- TMPGEnc Video Mastering Works